# Ivano Bordon
Pour les articles homonymes, voir Bordon.
Ivano Bordon  est un footballeur italien, né le 13 avril 1951 à Marghera, Venise.
Il jouait au poste de gardien de but. Il était la doublure de Dino Zoff en Équipe d'Italie lors des coupes du monde 1978 et 1982.

## Carrière
- 1970-1983 :  Inter Milan
- 1983-1986 :  UC Sampdoria
- 1986-1987 :  ASD Sanremese
- 1987-1989 :  Brescia Calcio[1]

## Palmarès
- 21 sélections avec l'équipe d'Italie entre 1978 et 1985
- Vainqueur de la Coupe du monde 1982 avec l'équipe d'Italie (sans avoir joué un seul match)
- Finaliste de la Coupe d'Europe des Clubs Champions en 1972 avec l'Inter Milan
- Champion d'Italie en 1971 et 1980 avec l'Inter Milan
- Vainqueur de la Coupe d'Italie en 1978 et 1982 avec l'Inter Milan
- Finaliste de la Coupe d'Italie en 1977 avec l'Inter Milan
- Vainqueur de la Coupe d'Italie en 1985 avec l'UC Sampdoria